# Saarländisches Künstlerhaus

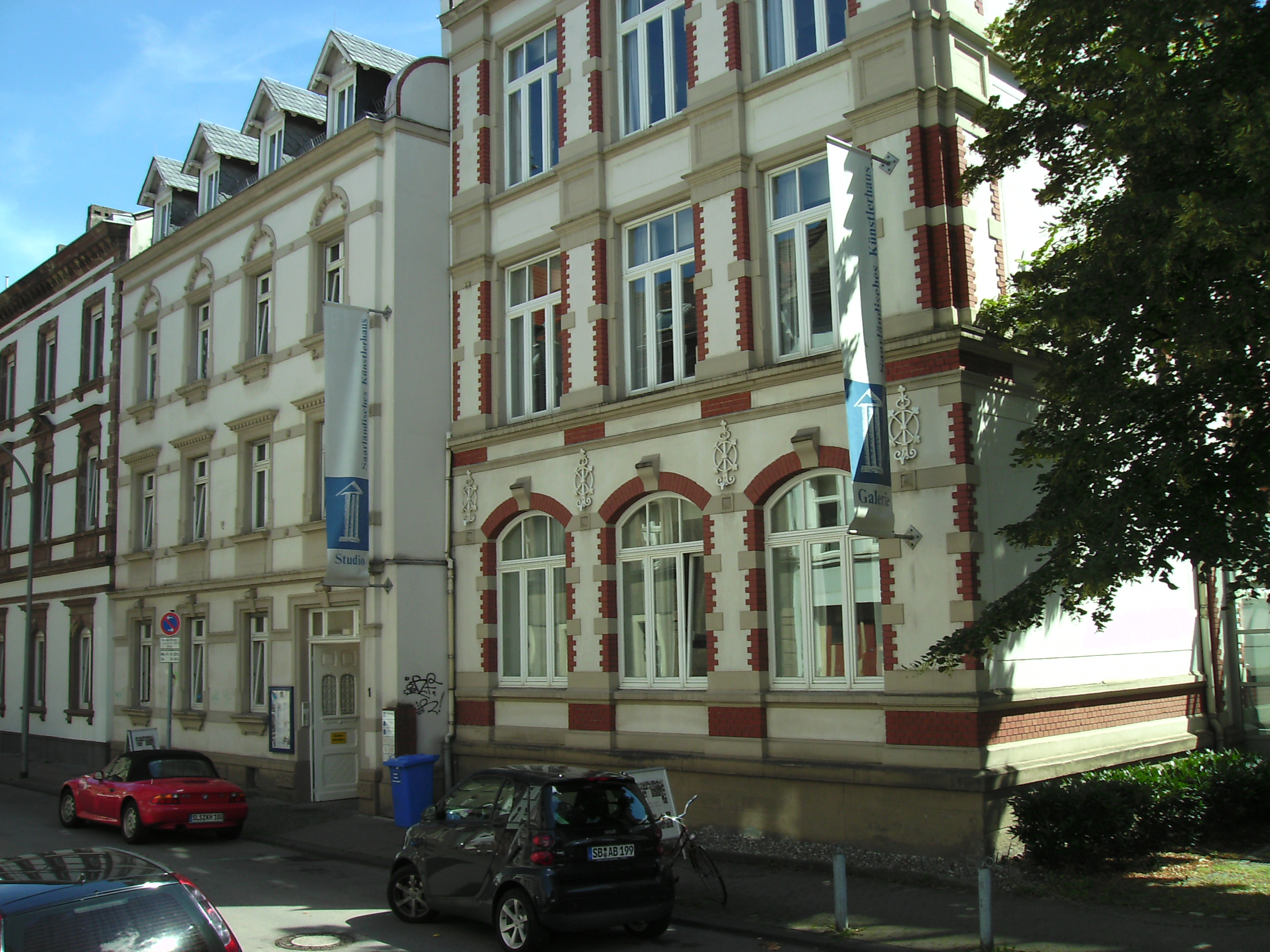
Saarländisches Künstlerhaus (Frontansicht)

Das Saarländische Künstlerhaus Saarbrücken e. V. ist in Form einer Vereinsstruktur eine Arbeits- und Begegnungsstätte für Kulturschaffende aus den Bereichen Bildende Kunst, Literatur und Kunsthandwerk. Sitz der Einrichtung ist Saarbrücken.

## Entstehung
Im Bereich der Großregion (Saarland, Rheinland-Pfalz, Lothringen, Wallonien, Luxemburg) bestand für dort lebende Künstler bis 1984 kaum die Möglichkeit einer intensiven und nachhaltigen Kommunikation untereinander. Die seinerzeitige saarländische Landesregierung unter Oskar Lafontaine schuf 1985 mit der Gründung des Vereins eine Anlaufstelle für Kunstschaffende in dieser Region. In den ersten Jahren nach der Gründung war das Künstlerhaus in Provisoria (auf dem Schenkelberg und in der Wilhelm-Heinrich-Straße) untergebracht, bevor es 1992 in die Saarbrücker Karlstraße zog. Dort fand es seinen endgültigen Sitz in einem Gebäude der Stiftung Saarländischer Kulturbesitz, dem ehemaligen "Haus Riotte".
Aktuelle Vorsitzende des Saarländischen Künstlerhauses ist Maja Andrack Sokolova [Stand: 2023].

## Mitgliedschaft
Ordentliche Mitglieder des Vereins können werden: Bildende Künstler, Kunsthandwerker, Schriftsteller (auch von außerhalb des Saarlandes). Das Saarland, vertreten durch den Minister für Bildung, Kultur und Wissenschaft, ist Mitglied. Über die Aufnahme eines Mitglieds entscheidet eine Aufnahmekommission mit einfacher Mehrheit. Fördernde Mitglieder können künstlerisch interessierte oder juristische Personen des privaten oder öffentlichen Rechts werden. Politische Parteien können nicht Mitglied werden.

## Ausstattung
Die räumliche Ausstattung umfasst neben Büroräumen folgende Angebote auf einer Gesamtfläche von ca. 250 m²:
Nach ihrem Umbau 2007 verfügt die Galerie, der Kern des Hauses, über großzügige und professionell ausgestattete Ausstellungsräume.
- Das Studio dient als Präsentationsfläche für kleinformatige Arbeiten der Malerei oder Graphik;
- Der Raum Studioblau ist vor allem den neuen künstlerischen Medien vorbehalten;
- Eine Bibliothek mit Schwerpunkt auf aktueller zeitgenössischer Kunst in der Großregion;
- Eine Gästewohnung mit eigenem Arbeitsraum für Künstleraufenthalte vor allem in den Sommermonaten.

## Aktivitäten / regelmäßige Veranstaltungen
- Regelmäßige Ausstellungen mit Arbeiten von Künstlern aus der Großregion (etwa 20 Ausstellungen pro Jahr);
- Blaue Plaudereien sind regelmäßig stattfindende Gespräche zwischen den aktuell ausstellenden Künstlern und Personen aus unterschiedlichen Bereichen;
- Lesungen mit Autoren aus der Großregion:
- Künstlerhausmusik (improvisierte Musik, angesiedelt zwischen Free Jazz, zeitgenössischem Jazz, Neuer Musik und Soundart), wird in bis zu fünf Konzerten pro Jahr angeboten;
- In unregelmäßigen Abständen finden offene Diskussionsrunden (Saarbrücker Sofa) zu aktuellen kulturpolitischen Themen statt, zu denen eine prominente (politische) Persönlichkeit eingeladen wird.

## Weitere ständige Nutzer
Das Künstlerhaus beherbergt weitere Verbände, die dort ihr Anlaufstelle unterhalten:
- Bundesverband Bildender Künstlerinnen und Künstler / Landesverband Saar (BBK)
- Verband deutscher Schriftsteller Saar (Saarländischer Schriftstellerverband) (VS Saar)
- Friedrich-Bödecker-Kreis Saarland e. V.(FBK)
- Künstlerinnengruppe Saar [berufsbezogene Interessengemeinschaft]
- Saarländischer Künstlerbund [älteste Künstlervereinigung des Saarlandes, seit 1922]

## Kooperationspartner
Mit folgenden Institutionen aus der Großregion arbeitet der Verein zusammen:
- Stiftung Saarländischer Kulturbesitz
- Hochschule der Bildenden Künste Saar
- Landeshauptstadt Saarbrücken
- Vent des Forêts (Frankreich)
- Sentiers Rouges (Kunst im Öffentlichen Raum, Luxemburg)
- Octobre Rouge (Videofestival in Esch sur Alzette, Luxemburg)
- Agence borderline a.s.b.l. (Luxemburg)
- Gesellschaft für Bildende Kunst Trier
- Centre d’Art Contemporain du Luxembourg Belge (Belgien)
- Arbeit und Kultur Saarland GmbH